# De Brandaris
De Brandaris was een radiozender tijdens de Tweede Wereldoorlog voor Nederlandse zeevarenden van de marine en koopvaardij.
De Brandaris begon in mei 1941 vanuit Londen met nieuwsuitzendingen, waarvandaan eerder al Radio Oranje begonnen was met uitzenden. Hendrik van den Broek en Bob den Doolaard werden door de regering in ballingschap aangesteld om de programma's te verzorgen. Er was ook een gewonde scheepsmarconist bij betrokken, die moest zorgen dat het taalgebruik maritiem klonk. De naam Brandaris verwees naar de vuurtoren op Terschelling en werd op het laatste moment gekozen voor de 'Nederlandschen omroep voor zeelieden'. Als openingstune werd In naam van Oranje gebruikt. 
De programma's waren in Nederlands-Indië rechtstreeks te beluisteren via de zender van de NIROM. Na de Japanse bezetting begin maart 1942 viel deze steunzender op Java weg. De uitzendingen konden daarnaast in Curaçao goed ontvangen worden.
De uitzendingen waren ook in Nederland te beluisteren. De populariteit van De Brandaris was in de beginperiode soms groter dan die van Radio Oranje, waar de teksten door de censuurafdeling van de overheid werden gecontroleerd. Er mocht daar bijvoorbeeld niet over 'moffen' gesproken worden.
In oktober 1942 werden De Brandaris en Radio Oranje door premier Gerbrandy samengevoegd. De zender ging door onder de naam Radio Oranje, hoewel het meeste personeel daarvan opstapte. De toon van het programma werd door de medewerkers van De Brandaris bepaald. Van den Broek werd directeur. Alleen Loe de Jong van Radio Oranje bleef tot het einde van de oorlog bij de zender betrokken.

## Uitzendingen
- Eerste uitzending De Brandaris. Programmaleider  Majoor H.J. van den Broek, alias De Rotterdammer (23 juli 1941).
- De 100ste uitzending van Radio de Brandaris. De rede van Prins Bernhard wordt in verband met ziekte voorgelezen door kolonel Pfaff (8 oktober 1941).
- 250ste uitzending De Brandaris: Toespraak Prins Bernhard tot zeevarenden (17 maart 1942).
- Toespraak van Koningin Wilhelmina via De Brandaris vanwege herdenking van de inval op 10 mei 1940 (22 mei 1942).